# 聖護院大根
聖護院大根（しょうごいんだいこん）は、ダイコンの一品種。京野菜の一つであり、「京の伝統野菜」および「ブランド京野菜」に指定されている。
京都の冬には欠かせない食材と言われる。

## 特徴

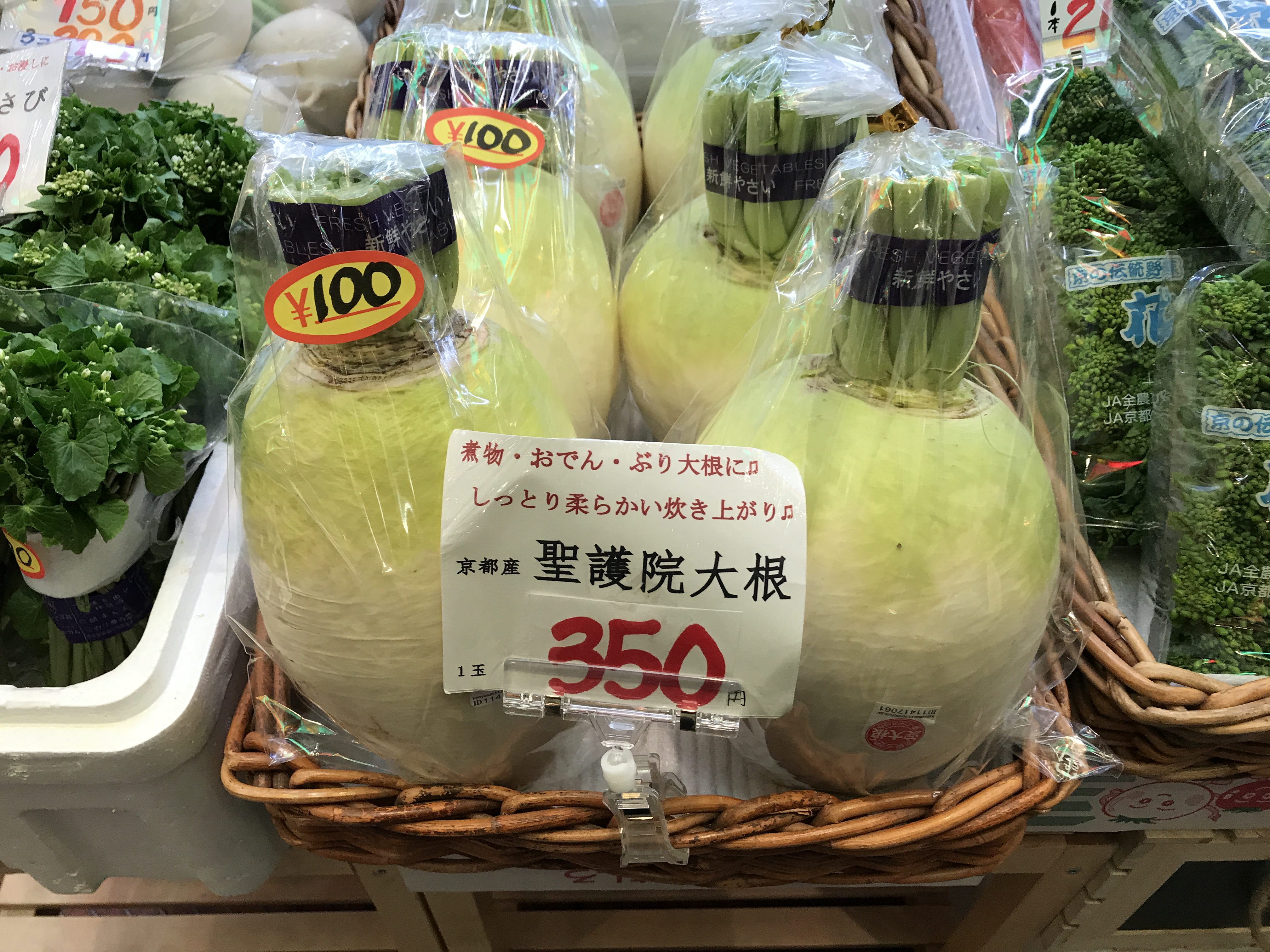

短系で球形のダイコンであり、地表に出る部分は淡い緑色を呈する。カブのように丸くなり、ふつう直径は15 - 20センチメートル (cm) 、重さ1.5 - 2キログラム (kg) になるが、大型のものは重さ3 - 4 kgにも達する。収穫時期は10月下旬 - 2月下旬。早生系統はやや小ぶりである。改良種は広く栽培され、淀のものは淀大根と呼ばれる。
煮崩れしにくく甘くて苦味が少ないため、主に煮物の材料となり、おでんにも使われる。また、京漬物の大根漬にすると宮重大根より柔らかくなるため、好みで漬け分けられる。千本釈迦堂では、冬の大根焚きの材料となる。

## 歴史
伝承によれば、文政年間（1816年 - 1830年）に金戒光明寺に尾張国から奉納された大根を、現在の左京区聖護院に住む農家が譲り受けて栽培し、採種を重ねるうちに短系の聖護院大根が生まれた、と言われる。原種は尾張国の宮重大根とされる。

## 栽培と産地
聖護院大根の種は、種子消毒されたものが市販されている。早生は寒地で7月下旬から8月ごろに播種して10月下旬から11月に収穫し、冬どりでは9月に播種して12月から2月に収穫する。畑は深くよく耕して平畝をつくり、畝の中央にまき溝を切って、種を1カ所当たり5粒ずつ直まきする。発芽後は間引きしながら育てていくが、本葉が2枚のときに1回目、5，6枚の時に2回目の間引きを行って最終的に1本だけ残す。2回目の間引き後は、生長の具合を見て追肥と土寄せを行う。地面の上に首の部分が出て直径15センチメートル以上になったら、引き抜いて収穫する。 
京都府内では、城陽市、久御山町、亀岡市などが主な産地である。また、近年は岩手県から大分県まで、日本各地で栽培されている